# 新店镇 (雅安市)
新店镇，是中华人民共和国四川省雅安市名山区下辖的一个乡镇级行政单位。2019年12月，将原解放乡文昌村所属行政区域划归新店镇管辖，将新店镇安桥村，红星镇余坝村、华光村所属行政区域划归百丈镇管辖。

## 行政区划
新店镇下辖以下地区：
社区、三星村、石桥村、新坝村、安桥村、大坪村、阳坪村、白马村、长春村、新星村、古城村、新安村、红光村、山河村、中坝村、大同村和南林村。